# Quinson
Quinson è un comune francese di 459 abitanti situato nel dipartimento delle Alpi dell'Alta Provenza della regione della Provenza-Alpi-Costa Azzurra.

## Storia

### Simboli
Stemma: 
È un'arma parlante poiché il nome Quinson somiglia all'occitano quinsoun (in francese pinson, "fringuello" in italiano).

## Società

### Evoluzione demografica
Abitanti censiti